# بشمس (دريكيش)
بشمس قرية سورية في ناحية قرى مركز جنينة رسلان في منطقة دريكيش التابعة لمحافظة طرطوس.